# Saint-Rémy-lès-Chevreuse
Saint-Rémy-lès-Chevreuse är en kommun i departementet Yvelines i regionen Île-de-France i norra Frankrike. Kommunen ligger i kantonen Chevreuse som tillhör arrondissementet Rambouillet. År 2022 hade Saint-Rémy-lès-Chevreuse 7 747 invånare.

## Befolkningsutveckling
Antalet invånare i kommunen Saint-Rémy-lès-Chevreuse
| Referens: INSEE |